# Joaquim de Paula Souza
Joaquim de Paula Souza também: Joaquim de Paula Souza Bonsucesso (Arraial de Nossa Senhora da Conceição dos Prados, Minas Gerais), ca. 1760 - lá, 1820  ) foi um compositor e violinista, de música barroca, no final do ciclo do ouro.  

## Vida

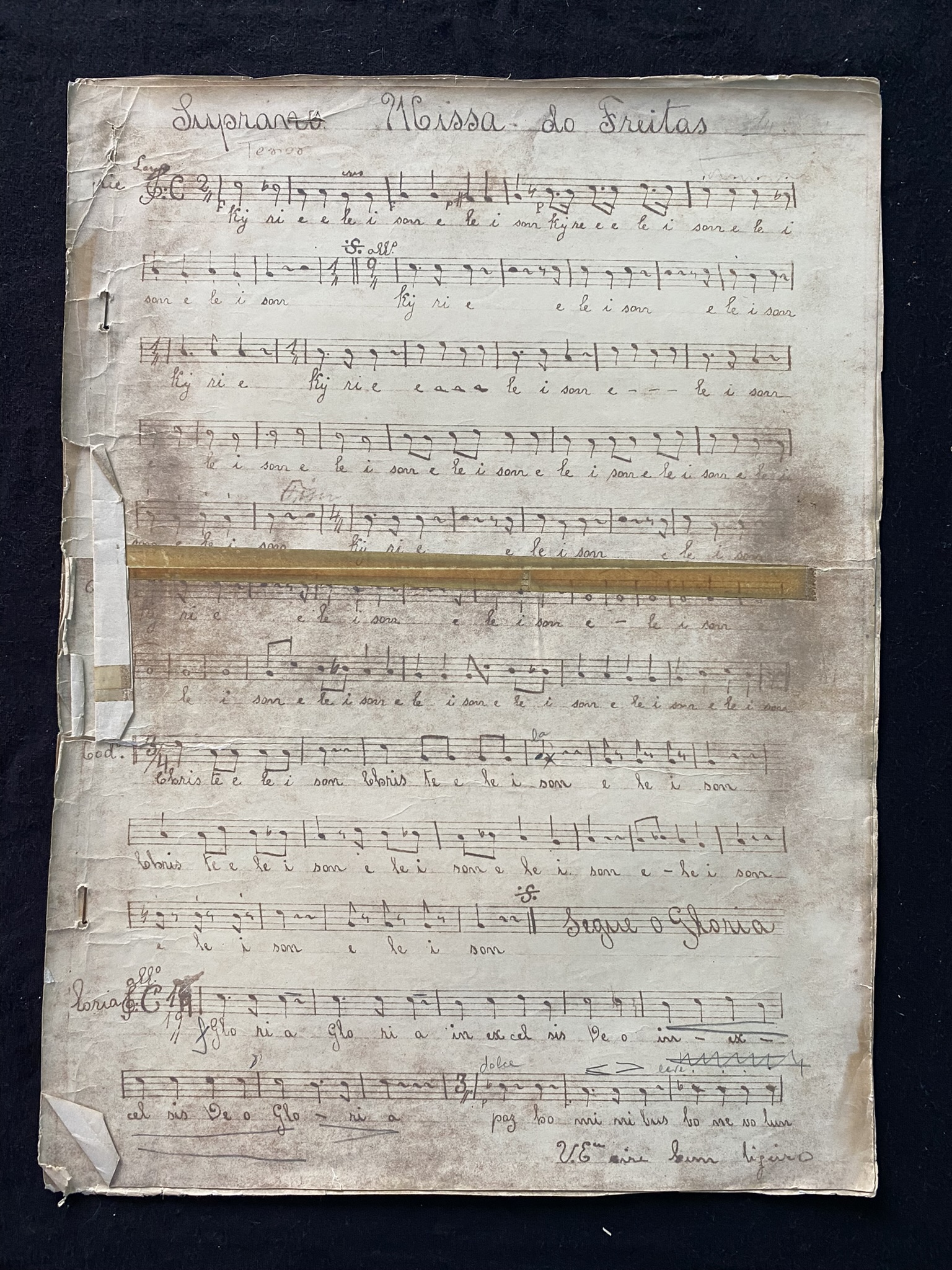
Cópia de Soprano da Missa do Freitas, assim conhecida em Pirenópolis a Missa Pequena em Dó. Tal cópia pertencente ao Coro e Orquestra do Rosário foi feita por Propício de Pina no início do século XX.

Ele foi responsável pelo desenvolvimento da estrutura musical na região de Pardos. Também pode ser agraciado por diversas edições de outros compositores do século XVIII, como José Joaquim Emerico Lobo de Mesquita e Manoel Dias de Oliveira, foram preservadas. Durante certo tempo, ele também foi deputado de sua cidade no Senado da microrregião de São João del Rei . Como compositor, escreveu principalmente música para igreja. Em suas obras, o autor costumava dizer "Bonsucesso", motivo pelo qual também leva esse apelido.
Em Goiás sua Missa Pequena em Dó, desde as primeiras décadas do século XIX, ficou conhecida como Missa de Freitas ou Missa do Divino, com cópias de Balthazar de Freitas, sendo muito executada Jaraguá (Goiás) e principalmente em Pirenópolis pelo  Coro e Orquestra do Rosário nos festejos da Festa do Divino.

## Composições

### Missas e música sacra
- Missa e Credo em Dó Maior (1799)
- Missa Grande em Sol Maior (1823)
- Antífona de São Joaquim (Laudemus Virum Gloriosum) (1833) [2]
- Encomendação das Almas
- Ladainha de Nossa Senhora. em Fá Maior
- Ladainha em Dó Maior
- Ladainha em Sol Maior
- Missa e Credo em Sol
- Missa Pequena em Dó, para 4 vocalistas, dois violinos, viola, contrabaixo, 2 oboés e 2 trompetes
- Responsórios Fúnebres
- Trezena de Santo Antônio
- Veni Sancte Spíritus

## Link externo
- Biografia